# 大頭海蛇
大頭海蛇（學名：Hydrophis stokesii）又名棘鱗海蛇、史托克斯海蛇。是一種體型較大的蛇種，隸屬於眼鏡蛇科。有時被歸為獨立屬，稱為Astrotia。此種為特有種，分布於熱帶印太洋區的海域中。

## 詞源
其種小名stokesii與通俗名稱「Stokes's sea snake」皆為紀念英國皇家海軍海軍上將John Lort Stokes而命名。

## 外型描述
大頭海蛇是體型最粗壯、最重的海蛇之一，擁有所有海蛇中最長的毒牙。 其毒牙長度足以穿透潛水衣。 腹部中段的腹鱗擴大，形成一道明顯的縱脊（keel），該縱脊常常斷裂為兩個疣狀結節。其體色變異極大， 從乳白、褐色到黑色皆有，經常有寬大的黑色背部橫帶或黑色環紋。
其吻鱗深度與寬度相等；鼻鱗短於額鱗，長度為前額鱗縫合線的兩倍以上；額鱗長於寬，與其與吻鱗的距離相等或略長；具一枚前眼鱗與兩枚後眼鱗，上唇鱗有9至10枚，第4、第5與第6枚包圍眼睛，若未分裂則形成一列眼下鱗；具兩或三列重疊的前顳鱗；無下頜盾鱗。頸部有39至47列鱗片，身體中段有48至53列。腹鱗通常僅在身體最前段明顯，後段則成對出現且不大於周圍鱗片；鱗片排列緊密，具尖端。
總體長度為1.5（5英尺）。

## 地理分布
本種分布範圍自印度、巴基斯坦與斯里蘭卡至南海與台灣海峽。亦可見於熱帶澳洲的各海域。

## 人類互動
目前無已知人類因大頭海蛇而死亡的案例。本種常作為混獲被捕獲，例如澳洲的蝦類漁業。

## 習性
大頭海蛇有時會形成上千隻的大型遷徙群，在馬六甲海峽形成長達數公尺的漂流帶。 為卵胎生，每年交配季會產下少量幼蛇，每胎約5條。
1. 1 2  Sanders, K.; White, M.-D.; Courtney, T.; Lukoschek, V. . The IUCN Red List of Threatened Species. 2018: e.T176708A136257093 [amended version of 2010 assessment]  [20 November 2021]. doi:10.2305/IUCN.UK.2010-4.RLTS.T176708A136257093.en .
2. ↑  "Hydrophis stokesii ". The Reptile Database. www.reptile-database.org.
3. ↑  Beolens, Bo; Watkins, Michael; Grayson, Michael (2011). The Eponym Dictionary of Reptiles. Baltimore: Johns Hopkins University Press. xiii + 296 pp. ISBN 978-1-4214-0135-5. (Astrotia stokesii, p. 255).
4. 1 2 3  O'Shea, Mark, , New Holland Publishers: 144, 2008, ISBN 978-1-84773-086-2
5. ↑  Williamson, John A.; Fenner, Peter J.; Burnett, Joseph W.; Rifkin, Jacqueline F., , UNSW Press: 403, 1996, ISBN 978-0-86840-279-6
6. ↑  Greene, Harry W.; Fogden, Patricia; Fogden, Michael, , University of California Press: 236, 2000, ISBN 978-0-520-22487-2
7. ↑  Gopalakrishnakone, P., , NUS Press: 177, 1994, ISBN 978-9971-69-193-6
8. 1 2  Boulenger, G.A., , London: Secretary of State for India in Council. (Taylor and Francis, printers). xviii + 541 pp. (Distira stokesii, p. 408)., 1890
9. ↑  Tomascik, Tomas, , Tuttle Publishing: 1140, 1997, ISBN 978-962-593-163-0